# Mark Jenkinson
Mark Ian Jenkinson (né le 28 janvier 1982) est un homme politique du Parti conservateur britannique qui est député de Workington de 2019 à 2024.

## Jeunesse et carrière
Jenkinson est né et grandit à Workington et fait ses études à l'école secondaire catholique romaine St Joseph, à Workington et au Newton Rigg College, à Penrith, où il poursuit des études agricoles, avant de rejoindre British Steel en tant qu'apprenti. Avant de devenir député, il travaille comme entrepreneur indépendant dans la chaîne d'approvisionnement nucléaire.

## Carrière politique
Jenkinson se présente comme candidat du Parti pour l'indépendance du Royaume-Uni pour Workington en 2015. Il est membre fondateur de la branche de l'UKIP en Cumbrie occidentale, mais démissionne en 2016, invoquant des désaccords sur l'approche du parti pour le Référendum sur l'appartenance du Royaume-Uni à l'Union européenne et des préoccupations concernant la démocratie interne.
Après avoir rejoint le Parti conservateur, Jenkinson est élu local au conseil d'Allerdale, où il est chef adjoint en 2019. Il est également président du conseil de la paroisse de Seaton et quitte ce poste après avoir été élu député.
Jenkinson est élu à la Chambre des communes lors des élections générales de 2019, battant la secrétaire à l'environnement de l'ombre Sue Hayman avec une majorité de 4136 voix.
Après sa victoire, le chef du Parti du Brexit, Nigel Farage félicite Jenkinson sur Twitter, en écrivant «Une félicitation personnelle à Mark Jenkinson. Il était un excellent candidat à l'UKIP en 2015. ". Le Parti travailliste détenait le siège depuis 1979. Les conservateurs n'avaient été élus qu'une seule fois à Workington depuis la Seconde Guerre mondiale, lors d'une élection partielle de 1976.